# Watch Dogs: Legion
Watch Dogs: Legion (стилизовано как WATCH DOGS LΞGION) — компьютерная игра в жанре Action-adventure, разработанная Ubisoft Toronto и издаваемая Ubisoft. Это третья часть серии Watch Dogs и продолжение Watch Dogs 2. Действие игры разворачивается в вымышленном представлении Лондона с открытым миром и видом от третьего лица. В игре имеется возможность управлять несколькими персонажами, которые могут быть завербованы через настройки игры и которые могут быть навсегда потеряны в ходе прохождения игры. В игре также будет присутствовать кооперативный режим, который позволит играть вместе до четырёх игроков. Игра вышла 29 октября 2020 года на платформах Windows, PlayStation 4 и Xbox One, выход версии для Xbox Series X/S был запланирован на 10 ноября 2020 года и 24 ноября 2020 года — для PlayStation 5.
Сюжет игры фокусируется на усилиях лондонского отделения хакерской группы DedSec в борьбе с авторитарным режимом, который взял под свой контроль Великобританию благодаря передовой системе наблюдения, известной как ctOS. DedSec набирает союзников со всего города, чтобы освободить город путём сопротивления. Каждый персонаж в игре имеет свою собственную историю и набор навыков и оказывает более динамичное влияние на повествование игры по мере развития сюжета.

## Геймплей
Watch Dogs: Legion — игра в жанре Action-adventure с видом от третьего лица. Действие игры разворачивается в 2029 году, в открытом мире, который является вымышленным представлением Лондона, в котором есть известные достопримечательности, районы и культурные стили города. Действие игры разворачивается в Лондоне, который находится под государственным надзором. Личные свободы были значительно ограничены и граждане постоянно контролируются в своей деятельности Альбионом, частной охранной компанией, которая действует в качестве правоохранительных органов города. Игрок имеет возможность перемещаться по городу пешком, используя транспортные средства, или быстро передвигаясь по городским станциям метро, в отличие от первой и второй частей серии, в которых основное внимание уделялось использованию одного главного героя для управления повествованием истории, в Legion имеется возможность управлять несколькими персонажами в игровом режиме. Каждый из этих персонажей может быть завербован через уникальную миссию, хотя это зависит от их положения в DedSec; например, персонаж, которому хакерская группа помогает, будет выступать за то, чтобы помочь им, когда попросят, и завершить их вербовочную миссию, в то время как персонаж, член семьи которого был случайно убит членом DedSec, не потерпит группу и, вероятно, откажется присоединиться.
После того, как персонаж добавляется в список игрока, ему присваивается один из трёх классов: боевой, стелс или хакерский. Каждый класс имеет свой собственный набор инструментов и улучшений способностей, когда персонаж повышается после завершения миссий и действий. Каждый персонаж также имеет свою собственную историю, которой определяются особые навыки или черты характера, которыми они обладают. Например, завербованный персонаж может быть более опытным с дронами и, таким образом, может наносить больше урона с ними, в то время как другой — «адреналиновый наркоман», который наносит больше урона, но с возможным риском умереть в любой случайный момент. Все персонажи в игре, набранные в команду игрока, имеют свою личную жизнь, когда не контролируются игроком.
Хотя игрок может набрать большой список персонажей для игры, каждый из них может быть навсегда потерян в ходе прохождения игры. Персонажи рискуют быть убитыми во время проведения операций для DedSec против других групп или против местных правоохранительных органов; в таких случаях, когда в настоящее время контролируемый персонаж серьёзно ранен, игроки могут либо заставить их сдаться своим противникам и позволить им быть спасёнными другим персонажем, либо попытаться сопротивляться и потерять своих преследователей с риском быть убитыми и навсегда удалёнными из списка игровых персонажей игрока, таким образом вынуждая игрока переключиться на другого персонажа.
Игроки также могут присоединиться к команде до четырёх игроков в кооперативном режиме, разделяя прогресс между одиночным и многопользовательским режимами.

## Сюжет
Лондонское отделение DedSec, возглавляемое Сабиной Брандт и её недавно созданным искусственным интеллектом Бэгли, обнаруживает вооружённых злоумышленников, закладывающих взрывчатку в здании парламента. Сабина поручает агенту DedSec Далтону Вульфу обезвредить бомбы. Хотя ему удаётся добиться определённого успеха, он быстро узнаёт, что злоумышленники — из мошеннической хакерской группы под названием «Zero Day», которая пытается предотвратить его вмешательство. Узнав, что DedSec подвергся нападению, в результате чего Сабина ушла в подполье и отключила Бэгли, Далтон пытается завершить свою миссию. Однако лидер Zero Day убивает его вскоре после того, как тот предотвращает разрушение парламента, но не раньше, чем взорвутся дополнительные бомбы вокруг Лондона. После хаоса британское правительство заключило контракт с Найджелом Кассом, генеральным директором частной военной компании «Альбион» для наведения порядка в Лондоне и охоты на членов DedSec, что вызвало социальные и политические волнения среди жителей города.
Несколько месяцев спустя «Альбион» вводит закон в исполнение без политического надзора, превращая город в государство наблюдения с помощью Signals Intelligence Response (SIRS) — разведывательного агентства, объединяющего всю британскую разведывательную сеть. В результате личные свободы жителей Лондона жёстко ограничиваются, а их жизнь постоянно контролируется. Организованная преступность растёт, и те, кто сомневается в методах «Альбиона», либо арестованы, либо исчезают, в том числе те, кого готовят к депортации в Европу. DedSec медленно возвращается, когда Сабина находит нового рекрута с городским ctOS и поручает ему активировать убежище группы и Бэгли. С их помощью Сабина поручает им найти новых рекрутов, освободить каждый район города, побуждая своих граждан восстать против своих угнетателей, и расследовать взрывы, в которых обвиняли DedSec.
В ходе расследования группа обнаруживает, что и Касс, и Мэри Келли, босс криминального синдиката, были причастны к взрывам, и в настоящее время используют текущую ситуацию в Лондоне в своих целях. Пока они расследуют их причастность, DedSec связывается с Ричардом Маликом, членом SIRS, ведущим Zero Day. Его информация возлагает вину за взрывы на Эмили Чайлд, нынешнюю главу SIRS. DedSec быстро пытается собрать улики против Чайлд, только для того, чтобы она сообщила им новости о том, что Малик солгал им, чтобы и сообщить их личности «Альбиону». При попытке схватить его DedSec обвиняют в ещё одном взрыве, в результате которого Чайлд погибает, что позволяет Малику взять верх над SIRS. С помощью Бэгли группа захватывает его, но пока они очищают свои имена от его действий, они узнают от Малика, что за взрывами Zero Day стоял кто-то другой. Не имея других потенциальных клиентов, DedSec сосредоточена на работе с Кассом и Келли.
DedSec обнаруживает, что Келли помогал переправлять бомбы Zero Day в страну, и в настоящее время участвует в похищении людей из крупного центра депортации, чтобы продать их в качестве рабов или доноров органов. Получив доступ к аукциону рабов, управляемому синдикатом, DedSec противостоит Келли за её преступления, оставив её для расправы тем, кого она поработила. Сосредоточившись на Кассе после этого, DedSec узнаёт, что он помог установить бомбы Zero Day, и что из-за своего разочарования в правоохранительных органах и политике он намеревается установить мир во всём Лондоне с помощью автоматизированной армии дронов, которая предотвратит проявления инакомыслия ещё до того, как они произойдут. DedSec закрывает проект дронов, раскрывая доказательства преступлений Касса средствам массовой информации, вынуждая его забаррикадироваться на главной базе «Альбиона» в Лондонском Тауэре. DedSec вынуждены устранить его.
В то время как DedSec празднует свою победу, Zero Day внезапно взламывает группу, похищая технологии, которые они приобрели. Отслеживая взлом, они быстро обнаруживают, что Сабина стояла за взрывами и Zero Day, и что Касс работал вместе с ней, пока он не обманул её, чтобы получить контроль над технологией сбора данных. В ответ Сабина попыталась перезапустить DedSec, просто чтобы отомстить Кассу, вернуть то, что он украл, и найти другие необходимые ей компоненты. Поскольку группа уклоняется от попыток Сабины остановить их, DedSec обнаруживает, что она намерена использовать украденную технологию, чтобы создать патч для Бэгли, который она будет использовать, чтобы взять под контроль британскую инфраструктуру ctOS, погрузив страну в хаос в надежде, что это вынудит общество отказаться от технологий. Чтобы предотвратить это, Бэгли охотно соглашается на закрытие.
В заключительных титрах британское правительство пересматривает свой контракт с «Альбионом», поскольку местные правоохранительные органы начинают работу по возобновлению операций, а DedSec очищает своё имя, и впоследствии их хвалят за разоблачение серьёзных преступлений и коррупции в городе. В сцене эпилога DedSec удаётся восстановить Бэгли до того состояния, в котором он находился до действий Сабины, и продолжать полагаться на него, чтобы разоблачить коррупцию в городе.

## Разработка и выпуск

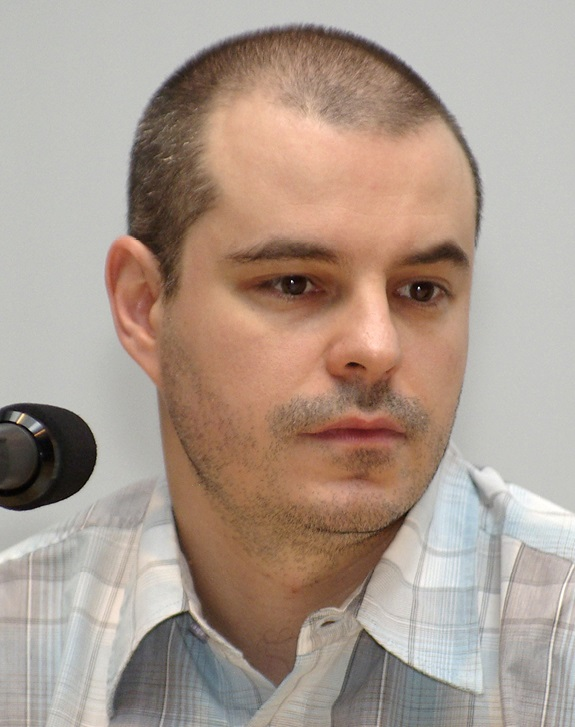
Клинт Хокинг, креативный директор Legion

Watch Dogs: Legion разрабатывается Ubisoft Toronto с дополнительной работой, обеспечиваемой родственными студиями Ubisoft Montreal, Ubisoft Paris, Ubisoft Bucharest, Ubisoft Kyiv и Ubisoft Reflections. Команду разработчиков возглавляет креативный директор Клинт Хокинг, который был нанят для помощи в создании игры из-за того, что Ubisoft перенесла разработку из своей студии в Монреале в Торонто, а также набирает разработчиков, которые ранее работали с ним над Far Cry и Far Cry 2.
Watch Dogs: Legion был объявлен Ubisoft в Твиттере 5 июня 2019 года, до его анонса на E3 2019, где первоначально дата выхода игры была объявлена на 6 марта 2020 года. Игра будет доступна на Microsoft Windows, PlayStation 4, Xbox One. 24 октября 2019 года Ubisoft объявила, что игра будет отложена на неопределённое время. В конце октября было подтверждено, что игра будет выпущена на консолях PlayStation 5 и Xbox четвёртого поколения в конце 2020 года, но в середине марта 2020 года было объявлено, что релиз этой игры снова отложен до 2021 финансового года из-за пандемии коронавируса.
12 июля 2020 года на мероприятии Ubisoft Forward был показан трейлер игры и объявлена дата выхода игры — 29 октября 2020 года.

## Отзывы
| Сводный рейтинг       | Сводный рейтинг                                 |
| Агрегатор             | Оценка                                          |
| --------------------- | ----------------------------------------------- |
| Metacritic            | PC: 73/100 PS4: 70/100 XONE: 76/100 XSX: 74/100 |
| Иноязычные издания    |                                                 |
| Издание               | Оценка                                          |
| Edge                  | 5/10                                            |
| EGM                   | [ 24 ]                                          |
| Game Informer         | 9/10                                            |
| GameRevolution        | 4/5                                             |
| GameSpot              | 8/10                                            |
| GamesRadar+           | [ 28 ]                                          |
| GameStar              | [ 29 ]                                          |
| IGN                   | 8/10                                            |
| PC Gamer (US)         | 80/100                                          |
| Shacknews             | 8/10                                            |
| VG247                 | [ 33 ]                                          |
| VideoGamer            | 5/10                                            |
| Русскоязычные издания |                                                 |
| Издание               | Оценка                                          |
| 3DNews                | 9,0/10                                          |
| GoHa.Ru               | 7/10                                            |
| «IGN Россия»          | 8/10                                            |
| PlayGround.ru         | 7/10                                            |
| «Игромания»           | [ 39 ]                                          |
| «Канобу»              | 7/10                                            |
| «НИМ»                 | 7,5/10                                          |

Согласно агрегатору обзоров Metacritic, Watch Dogs: Legion получил в целом положительные отзывы. Ежемесячный журнал электронных игр Майкл Горофф, который дал один из этих обзоров, заметил, что игра «предлагает новый способ испытать открытый мир с его взаимосвязанными NPC и введением в жанр постоянной смерти», отметив, что в этом аспекте игра предоставляет реальные отношения между игроками и персонажами, которых они нанимают, особенно в обеспечении их выживания во время прохождения. Однако Горофф отметил, что в этом аспекте был недостаток, указав, что другие уже нанятые NPC не будут реагировать как союзники, когда текущий оперативник сталкивается с ними во время борьбы с врагами, и ограничения в том, что игрокам нужно было усердно искать NPC, чтобы найти тех, кто обладает необходимыми навыками.
Однако Джош Уайз из VG более критически относился к различным аспектам игры, подчёркивая проблемы с дизайном карты открытого мира Ubisoft и «коренастой» механикой вождения в игре. Уайз также отметил, что, хотя ему нравилось иметь список NPC для использования, он не был уверен в необходимости иметь доступ к огромному количеству нанимаемых NPC со всего мира, заявив, что «вы можете превратить любого на улице в главного персонажа, принося с собой уникальные способности. Но мне это не понравилось».

### Комментарии
1. ↑  Дополнительная работа компаний Ubisoft Montreal, Ubisoft Paris, Ubisoft Bucharest, Ubisoft Kiev и Ubisoft Reflections[1]